# Nur Ikhwan Othman
Nur Ikhwan Othman (Brunéi; 15 de enero de 1993) es un futbolista de Brunéi que juega en las posiciones de defensa y centrocampista con el DPMM FC de la Liga Premier de Singapur desde el año 2016.

## Carrera

### Club
| Periodo   | Club        |
| --------- | ----------- |
| 2010-2011 | Tabuan Muda |
| 2012-2015 | Indera SC   |
| 2016-     | DPMM FC     |

### Selección nacional
Ha estado en el proceso de selecciones nacionales desde la categoría sub-21, anotando un gol en 16 partidos y participó en los Juegos del Sudeste Asiático de 2013. Nurikhwan debutó con Brunéi el 26 de septiembre de 2012 en un partido amistoso ante Indonesia. Jugó en en tres rondas de clasificación para el Campeonato de la ASEAN, y después fue convocado para la clasificación de AFC para la Copa Mundial de Fútbol de 2022 pero se retiró de la convocatoria.
Nurikhwan volvió a la selección nacional en septiembre de 2022 para los partidos amistosos ante Maldivas y Laos, siendo titular en la derrota por 0-3 ante Maldivas. Después jugó en los partidos de clasificación para el Campeonato de la AFF 2022 ante Timor Oriental en Brunéi. Los Wasps ganaron la serie con marcador global de 6–3. Fue titular ante Tailandia, Filipinas y Camboya, donde anotó el gol en la derrota por 1-5.
Se perdió el 2023 por lesión, pero luego Nurikhwan fue convocado para jugar el FIFA Series 2024 en marzo, donde jugó en la derrota por 0-2 ante Bermudas y en la victoria por 3-2 ante Vanuatu en el que anotó el segundo gol. Luego jugó de centrocampista en las victorias por 1-0 sobre Sri Lanka en dos partidos amistosos en junio de ese año.
En septiembre de 2024 Nurikhwan fue convocado para jugar en la primera ronda de la clasificación para la Copa Asiática 2027 ante Macao, He serie que ganaron 4-0 y avanzaron a la siguiente ronda. Luego jugó en la serie de eliminación para el Campeonato de la ASEAN 2024 ante Timor Oriental donde perdieron en el marcador global por 0-1. Nurikhwan jugó con los Wasps en la derrota por 0-11 ante Rusia en un partido amistoso en Krasnodar el 15 de noviembre.

## Logros

### Club
- Brunei Super League (2): 2012–13, 2014
- Singapore Premier League: 2019
- Brunei FA Cup: 2022

### Selección nacional
- Hassanal Bolkiah Trophy: 2012

### Individual
- Medalla al Mérito al Servicio (PJK; 2012)[13]
- Mejor jugador de la Brunei FA Cup de 2022.